# Departamento de Bignona
Bignona es uno de los 45 departamentos de Senegal. Forma parte de la región de Ziguinchor. Su capital es Bignona. Fue creado por decreto del 21 de febrero de 2002.

## Administración
Distritos:
- Distrito de Kataba
- Distrito de Sindian
- Distrito de Tendouck
- Distrito de Tenghory

Localidades con rango de comuna:
- Bignona
- Thionck-Essyl
- Diouloulou